# Patrine
Beleza Mascarada Patrine (美少女仮面ポワトリン, Bishōjo Kamen Powatorin), lançado no Brasil como Estrela Fascinante Patrine é uma série de televisão japonesa de tokusatsu produzida pela Toei Company, que foi transmitida no Brasil pela extinta Rede Manchete na década de 90, durante a semana no período da manhã e aos sábados à tarde.

## História
A jovem colegial Sayuri Nakami (Yuko Murakami no original japonês), interpretada por Yuko Hanashima vai a um templo fazer uma oração quando é surpreendida pelo antigo dono do templo, uma espécie de entidade chamada de  Deus Protetor que a escolhe como guardiã da cidade. Ele diz que ele era o antigo guardião de tudo ali mas devido sua idade avançada teve que passar o cargo para outra pessoa e acreditava que ela seria a melhor escolha. Assim ela recebe poderes mágicos para lutar contra o mal com as condições que jamais deveria revelar sua identidade secreta a ninguém, caso contrário seria transformada num sapo. Sayuri então adota a identidade de Patrine e começa a combater os crimes da região. Na primeira fase da série, Patrine tem que enfrentar criminosos em geral, em alguns episódios ela enfrentava bandidos mais durões como gangster e assassinos, já em outros apareciam inimigos cômicos que beiravam o bizarro. Fora isso a garota levava uma vida normal, convivendo com seus irmãos e seguindo como uma estudante colegial comum. A personalidade meiga e simpática de Sayuri escondiam uma garota muito forte, ágil e inteligente, que fazia de tudo para proteger as pessoas do perigo. Sua principal arma é um punhal que guarda poderes mágicos, usado na maioria das vezes contra inimigos mais poderosos. Ela também tem a capacidade se se disfarçar de qualquer coisa que quiser dependendo da situação. Podendo se passar por médica, policial, garçonete ou qualquer  outro disfarce para se infiltrar em algum lugar que estivesse sendo investigado. Ela também já usou dessa técnica algumas vezes em função das habilidades de seus adversários tendo se transformado em samurai uma vez para enfrentar um inimigo que usava espadas. Sayuri é bastante solitária, sendo vista poucas vezes entre as amigas da escola ou mesmo dentro de seu cotidiano. Seu núcleo social acaba sendo na maioria das vezes o núcleo de amigos do seu irmão Hideki que se não estão lhe irritando estão pedindo ajuda para resolver algum problema para eles. Mesmo assim ela sempre se mantem perto deles para protegê-los.
A primeira metade da série seguia esse estilo, surgia algum vilão na cidade e a heroína tinha que derrotá-lo. Em certos episódios surge também o Clube Patrine, uma legião de garotos admiradores da heroína, liderados por Hideki e que pretendiam ajudá-la sem o consentimento dela, mas acabavam mais atrapalhando do que ajudando. Em alguns momentos colocando a garota em situações bastante delicadas e que poderiam muito bem terem sido evitadas se não fosse a participação dos mesmos. Esses fatos vão deixando Sayuri cada vez mais irritada com o grupo que insiste em ajudá-la mesmo ela como Patrine já tendo avisado-os para eles não se meterem em suas missões. Também era comum nessa fase surgir a detetive Honda, uma policial anteriormente aclamada pelas pessoas e que percebeu estar caindo no esquecimento já que Patrine virou a heroína da cidade, além disso os principais crimes que anteriormente eram resolvidos por ela passaram a ser resolvidos por Patrine. A detetive tenta inúmeras vezes mandar Patrine para cadeia alegando que a lei não permite justiceiros clandestinos na cidade, mas no fundo é apenas inveja dela. Suas tentativas são sempre fracassadas. Outro destaque é a garota Reiko Arai, uma médium com poderes paranormais. Hideki e seus amigos eram apaixonados por ela no começo da série e ela usava os garotos em ceitas para evocar espíritos do mal. Conforme foi passando o tempo os garotos percebem que a garota era perigosa e tentam evitá-la, mas ela sempre acaba obrigando um deles a participar de seus planos. Nesses episódios Patrine tinha que enfrentar entidades místicas, viajar para outras dimensões e missões bem diferentes de seu cotidiano como heroína.
Na segunda parte da série surge o Diabo do Inferno, o rival de Deus Protetor e principal antagonista da mesma. Já em sua primeira investida ele cria uma armadilha e consegue capturar Patrine e prendê-la em seu esconderijo, ficando com o caminho livre para destruir a cidade. Vendo isso, o Deus Protetor convoca Tomoko, a irmã mais nova de Sayuri e lhe dá a missão de salvar Patrine, sem saber que ela era sua irmã. Ela assume a identidade de Pequena Patrine e consegue resgatá-la do esconderijo do vilão. Patrine não entende nada o que aconteceu e ambas se estranham sem uma saber a identidade da outra. Isso gera uma rivalidade entre elas no começo, mas logo a relação das duas vai ficando mais amigável. Os episódios seguem normalmente, cada um com seu vilão. O Diabo do Inferno continua aparecendo, só que em episódios isolados. E esses mesmos episódios tinham destaque por terem tramas mais elaboradas que o comum para série. O vilão era de longe o inimigo mais poderoso que a heroína já havia enfrentado, ele podia possuir as pessoas e controlá-las de longe além de ter uma forma humana que ele agia normalmente pela cidade sem ninguém perceber quem ele era. E depois de longas batalhas a garota nunca conseguia finalizar o vilão que desaparecia deixando uma mensagem que a batalha ainda não havia terminado.
No último arco, o Diabo do Inferno volta com um plano de possuir Patrine e usá-la como arma para destruir a cidade, só que ele erra o alvo e a maldição passa por várias pessoas até atingir Tomoko. O vilão então percebe que ela era a Pequena Patrine e usa seus poderes para derrotar a original. Ele ativa os poderes da garota transformando-a em Dark Patrine e ataca a cidade. Na última batalha, Patrine luta contra os dois e descobre que a Dark Patrine na verdade era sua irmã mais nova. Ela consegue derrotá-la e fazer sua irmã recuperar a memória. Assim as duas juntas conseguem enfim vencer o vilão. Após isso Patrine tira a máscara e revela a sua identidade a irmã, temendo ser punida pelo Deus Protetor, mas o mesmo manda um mensageiro avisar que ela havia sido perdoada por ele, mas que sua missão como heroína havia sido concluída após a queda do vilão. Assim ela e a irmã devolvem os poderes e voltam a ser garotas normais.

## Personagens
- Sayuri Nakami/Patrine -A principal personagem e heroína da série. A filha mais velha da Família Nakami. É uma estudante normal do segundo ano do ensino médio até que um dia, ela encontra um velhinho que se auto-titulava o Deus da cidade que lhe dá a capacidade de tornar-se a guerreira Patrine, mas com uma condição: se sua identidade como heróina fosse revelada, ela iria se tornar um sapo.
- Tomoko Nakami/Pequena Patrine/Dark Patrine - A irmã mais nova de Sayuri. No meio da série, ela torna-se a Pequena Patrine a partir do episódio 29. Ela foi convocada pelo Deus Protetor para salvar Patrine que havia sido capturada pelo Diabo do Inferno e efetuando a missão com êxito. Ela possui poderes semelhantes aos de Patrine, além disso ela tem a habilidade de criar ilusões e torná-las reais, fazendo isso normalmente para assustar seus inimigos. Nos capítulos finais é transformada em Dark Patrine pelo Diabo do Inferno e passa a lutar ao lado do vilão.
- Hideki Nakami - O irmão do meio de Sayuri e um dos personagens centrais da série. Foi a primeira pessoa na qual Patrine salvou de um ataque de ladrão.
- Hayato Nakami - O pai de Sayuri, Tomoko e Hideki. Bastante atrapalhado, trabalha como jornalista.
- Noriko Nakami - A mãe de Sayuri, Tomoko e Hideki. É dona de casa.
- Detetive Ritsuko Honda (ep. 1-40) - Mãe de Kazuya e detetive da delegacia da cidade. Desde o episódio 2 ela pretende capturar Patrine.
- Kazuya Honda - Amigo mais baixinho de Hideki. Filho de Ritsuko e de um policial.
- Makoto - Amigo mais gordinho de Hideki. Sua mãe trabalha como farmacêutica.
- Kenji Shibuya - Amigo mais inteligente de Hideki.
- Deus Protetor(ep. 1, 12, 28-38, 52) - O deus protetor da cidade que ofereceu os poderes à Sayuri, alegando já estar velho demais para o trabalho. Ele lhe entrega os poderes com uma condição: se se sua identidade de heroína fosse revelada, ela iria se tornar um sapo. O mesmo fez com Tomoko, que caso a identidade dela fosse revelada, transformaria-a em uma lagosta. Ele é mulherengo e muitas vezes inconveniente. Adora colocar Sayuri em situações de teste contra inimigos, testando suas reações emocionais. É rival do Diabo do Inferno, principal antagonista da série.
- Reiko Arai (ep. 4, 16, 21, 27, 31, 35, 42, 47) - Garota com poderes sobrenaturais, vive se envolvendo com situações de magia negra em busca de poder. Hideki e seus amigos são apaixonador por ela no início da série mas acabam se afastando ao longo dela  percebendo que a garota sempre estava envolvida com algo sinistro. Ela faz diversas chantagens emocionais para eles participarem de seus planos. Sayuri desde o começo não simpatiza com ela por perceber que além de arrogante e manipuladora ela era perigosa.
- Diabo do Inferno (ep. 28-30, 34, 38, 43, 46, 50-52) - O Grande vilão da série que pretende acabar com Patrine e dominar o universo. Utiliza os diversos métodos de acabar com a heroína.  No final foi derrotado por Patrine e com a ajuda da caixa de música, começa a ter flashback de seu passado como uma  criança mascarada solitária que tinha um sonho de tocar sino, sem explicação de sua origem e se arrepende das maldades. Sendo assim, aparecendo com o traje de humano tocando sino ao lado da família de Sayuri durante a comemoração do Ano Novo.

## No Brasil
"Ela é uma menina super especial, com poderes que você nunca imaginou, e vai ser sua melhor companheira pra viver grandes aventuras". Com essa chamada, a Manchete anunciava para Abril de 1994 a estreia de Patrine, dentro do Clube da Criança, na época comandada pela atriz Milla Christie. Tal estreia não aconteceu no mês prometido e só depois, já no segundo semestre, a emissora colocaria a série no ar, juntamente com Winspector no programa Dudalegria.
A série foi dublada pelo Estúdio Windstar, do conceituado dublador Emerson Camargo (Dublador de National Kid) que além da direção de dublagem ainda fez a voz de Hayato (Pai de Sayuri). A dublagem brasileira contou com outros grandes nomes, Sayuri foi dublada por Marli Bortoletto (Dubladora de Sailor Moon, Mônica, entre outros), Mario Vilela (Dublador do Senhor Barriga em Chaves) como Deus Protetor e Marcelo Gastaldi (Dublador do Chaves) que chegou a fazer uma ponta dublando um dos vilões.

## Episódios
| Número e título do episódio                   | Inimigos do episódio                                   | Protagonista(s) ou Foco(s) do episódio                     |
| --------------------------------------------- | ------------------------------------------------------ | ---------------------------------------------------------- |
| Episódio 01 - A Enviada Por Deus              | Ladrão de Fitas                                        | Sayuri (Patrine) e Hideki                                  |
| Episódio 02 - A Super Policial Feminina       | Presidente de Entretenimento Kawasaki e seus Comparsas | Sayuri (Patrine) e Detetive Honda                          |
| Episódio 03 - A Misteriosa Escola Particular  | Diretor da Escola e seus Comparsas                     | Sayuri (Patrine) e Kenji                                   |
| Episódio 04 - O Espírito de Napoleão          | Espírito de Napoleão Bonaparte                         | Hideki, Kazuya, Makoto e Kenji                             |
| Episódio 05 - Ofensa ao Doutor                | Doutor Boo                                             | Kazuya                                                     |
| Episódio 06- O Estranho Barbeiro              | Barbeiro Bam-Bam                                       | Sayuri (Patrine) e Makoto                                  |
| Episódio 07- Não Sou Ídolo                    | Gangue de Motoqueiros                                  | Hayato                                                     |
| Epidódio 08- O Drama de um Parlamentar        | Professor Shimamura e Akira                            | Masao                                                      |
| Episódio 09- A Super Voz                      | Doutora Eukari e Hikari                                | Detetive Honda                                             |
| Episódio 10- A Faixa Milagrosa                | Eikawa                                                 | Hideki, Kazuya, Makoto e Kenji                             |
| Episódio 11 – A Fábrica Clandestina de Fiação | Mestre da Fiação Clandestina                           | Noriko                                                     |
| Episódio 12 – O Filho do Presidente           | Revolucionário                                         | Sayuri (Patrine) e Filho do Presidente                     |
| Episódio 13 – A Indústria de Dinheiro Falso   | Falsificadores de Dinheiro                             | Makoto                                                     |
| Episódio 14 – O Apito Misterioso              | Ladrão 741                                             | Tomoko                                                     |
| Episódio 15 – A Volta do Dr. Johnny           | Dr. Johnny                                             | Kazuya, Hideki, Makoto e Kenji                             |
| Episódio 16 - O Protetor                      | Espírito Protetor                                      | Sayuri (Patrine) e Detetive Honda                          |
| Episódio 17 - A Flamula de Carpas             | Deus Enguia                                            | Kenji e Família Carpas                                     |
| Episódio 18 - O Fugitivo                      | Fugitivo                                               | Hideki                                                     |
| Episódio 19 - A Nova Arma                     | Empresário                                             | Makoto                                                     |
| Episódio 20 - A Caixa de Música               | Ladrão Michelangelo                                    | Sayuri (Patrine), Hideki, Kazuya, Makoto e Kenji           |
| Episódio 21 - A Super Energia                 | Vidente                                                | Sayuri (Patrine)                                           |
| Episódio 22 - O Príncipe de Aparela           | Artista                                                | Tomoko e Príncipe                                          |
| Episódio 23 - Ataque aos Restaurantes         | Mr. Brody                                              | Noriko                                                     |
| Episódio 24 - A Casa de Pensamentos           | General Schmidt                                        | Hideki                                                     |
| Episódio 25 - A Misteriosa Febre              | Cozinheiro                                             |                                                            |
| Episódio 26 - Devolva Minha Energia           | Professor                                              | Sayuri (Patrine), Hideki, Kazuya, Makoto e Kenji           |
| Episódio 27 - A Casa Fantasma                 | Emma Daioh e seus Servos                               | Sayuri (Patrine) e Reiko                                   |
| Episódio 28 - A Namorada do Guerreiro         | Gladiador                                              | Sayuri (Patrine)                                           |
| Episódio 29 - A Trama Diabólica-Parte 1       | Diabo do Inferno                                       | Sayuri (Patrine), Tomoko (Pequena Patrine) e Deus Protetor |
| Episódio 30 - A Trama Diabólica-Parte 2       | Diabo do Inferno                                       | Sayuri (Patrine) e Tomoko (Pequena Patrine)                |
| Episódio 31 - O Estudante Assaltante          | Espírito da Melancia                                   | Reiko                                                      |
| Episódio 32 - Flashback                       | (Não tem)                                              |                                                            |
| Episódio 33 - O Criminoso Infeliz             | Kun                                                    | Tomoko (Pequena Patrine)                                   |
| Episódio 34 - O Sanduíche Respeitado          | Diabo do Inferno e Cozinheiro                          | Sayuri (Patrine)                                           |
| Episódio 35 - O Tesouro do Princesa           | Princesa da Lua                                        | Makoto e Reiko                                             |
| Episódio 36 - A Misteriosa Motoqueira         | Monge e Motoqueira                                     | Tomoko (Pequena Patrine), Hideki, Kazuya, Makoto e Kenji   |
| Episódio 37 - O Crime de um Infeliz           | Criminoso Infeliz                                      | Sayuri (Patrine), Noriko e Hayato                          |
| Episódio 38 - A Arma Poderosa                 | Lutador                                                | Makoto                                                     |
| Episódio 39 - Operação Prisão                 | (Não tem)                                              | Sayuri (Patrine), Kazuya e Detetive Honda                  |
| Episódio 40 - A Benzedura                     | Doutor                                                 | Hideki                                                     |
| Episódio 41 - Os Dentes Cariados              | Kaito                                                  | Sayuri (Patrine) e Tomoko (Pequena Patrine)                |
| Episódio 42 - O Extraterrestre Elegante       | Fantasmas da Família Arai                              | Sayuri (Patrine)                                           |
| Episódio 43 - O guerreiro Amado               | Diabo do Inferno                                       | Sayuri (Patrine) e Samurai                                 |
| Episódio 44 - O Manhoso                       | Yoshitsune Minamoto                                    | Tomoko (Pequena Patrine) e Hideki                          |
| Episódio 45 - A Educação                      | Líder do Grupo Feminino                                | Doji                                                       |
| Episódio 46 - A Mentira                       | Diabo do Inferno                                       | Kenji                                                      |
| Episódio 47 - O Tesouro                       | Enfermeira                                             | Makoto e Reiko                                             |
| Episódio 48 - A Namoradinha                   | Falso Patrine                                          | Sayuri (Patrine) e Hideki                                  |
| Episódio 49 - O Círculo Misterioso            | Kanbutsuya                                             | Sayuri (Patrine) e Kazuya                                  |
| Episódio 50 - Tragédia no Dia de Natal        | Diabo do Inferno e Tomoko                              | Sayuri (Patrine)                                           |
| Episódio 51 - Feliz Ano Novo-Parte 1          | Diabo do Inferno e Guerreiro                           | Hideki, Makoto, Kazuya e Kenji                             |
| Episódio 52 - Feliz Ano Novo-Parte 2          | Diabo do Inferno e Dark Patrine                        | Sayuri (Patrine) e Tomoko (Pequena Patrine)                |

## Músicas
Abertura
- "17 no Koro" (17の頃, Jūnana no Koro)
- Artista: Sayuri Saito

Encerramentos
- "Kanashimi ni Ichiban Chikai Basho" (悲しみに一番近い場所)
- Artista: Yuko Hanashima
- "Anata dake Change me" (あなただけChange me)
- Artista: Yuko Hanashima